# Río Mologa
El río Mologa (del ruso: река Молога) es un río y un afluente del río Volga. Su longitud total es 456 km y su cuenca drena una superficie de 29.700 km² (similar a Armenia).
Administrativamente, el río discurre, aguas abajo, por el óblast de Tver, el óblast de Nóvgorod y el óblast de Vólogda de la Federación de Rusia.

## Geografía
El río Mologa nace en una zona de colinas bajas en la parte noreste del óblast de Tver, cerca de la localidad de Mórkiny Gory. El río discurre primero en dirección este, y atraviesa el lago Bézhetsk, donde está la ciudad homónima de Bézhetsk (28.643 hab. en 2002). Luego emprende dirección noroccidental, atravesando del lago Verestovo. Vira en dirección oeste, pasando cerca de Maksátija, donde recibe por la izquierda las aguas del río Vólchina. Emprende después rumbo Norte. Se interna durante un corto tramo por la parte oriental del óblast de Nóvgorod, donde pasa frente a Pestovo (15.990 hab.), para seguir en dirección nororiental.
Abandona Nóvgorod y se adentra en el óblast de Vólogda, y comienza a describir una amplia curva en la que va virando hacia el Sur. Atraviesa las localidades de Ustyuzhna (fundada en 1252, con 10.507 hab.) y luego Lentevo, muy próxima a la confluencia por la izquierda del principal de sus afluentes, el río Saragozha (con una longitud de 242 km y una cuenca de 9.680 km²). Finalmente, el río Mologa desagua en el embalse de Rýbinsk por su parte centroccidental, en el brazo en el que está la localidad de Vesyegonsk. El embalse de Rýbinsk es un gran embalse con una superficie de 4.580 km², un volumen de 25,4 km³ y una potencia eléctrica de 346 MW construido en las décadas de 1930-40. En el momento de sus construcción fue el mayor embalse artificial del mundo.
Otros afluentes menos importantes son los ríos Viga, Neïa y Meja.
El río Mologa, al igual que casi todos los ríos rusos, durante un largo periodo permanece congelado, habitualmente de noviembre a finales de abril/principios de mayo. En el resto del año, el río es navegable desde la desembocadura hasta la localidad de Pestovo.
En la confluencia con el río existía hasta 1941, la ciudad del mismo nombre, Mologa, que fue sumergida cuando comenzó a llenarse el gran embalse de Rýbinsk. Cerca de 130.000 personas y 663 pueblos fueron evacuados en la región.